# Ulm
Ulm (Universitätsstadt Ulm) – miasto na prawach powiatu w południowych Niemczech, w kraju związkowym Badenia-Wirtembergia, w rejencji Tybinga, siedziba regionu Donau-Iller oraz powiatu Alb-Donau, do którego miasto jednak nie należy. Leży nad Dunajem. Miejsce urodzenia Alberta Einsteina.
Najbliższymi większymi ośrodkami są Augsburg i Monachium na wschodzie, oddalone odpowiednio o ok. 70 i 130 km. Stolica Badenii-Wirtembergii, Stuttgart leży ok. 100 km na północny zachód. Miasto tworzy aglomerację z położonym po bawarskiej stronie Neu-Ulm i mniejszymi przyległymi miejscowościami.
31 grudnia 2022 Ulm liczyło 128 928 mieszkańców.

## Geografia
Miasto jest położone w miejscu, gdzie do Dunaju wpływają rzeki Iller i Blau, na skraju Jury Szwabskiej, której wzgórza (Safranberg, Michelsberg, Eselsberg, Kuhberg) otaczają miasto od strony północnej, a której pasmo Hochsträß rozciąga się od zachodniej strony. Przeważająca część Ulm leży na lewym brzegu Dunaju, który również stanowi na tym odcinku granicę kraju związkowego z Bawarią. Na prawym brzegu położone są tylko dzielnice Wiblingen, Gögglingen, Donaustetten i Unterweiler.

## Historia
Pierwsi osadnicy pojawili się na tym obszarze w epoce górnego paleolitu. W jaskiniach Hohle Fels i Vogelherdhöhle znaleziono liczne szczątki ślady kultury oryniackiej człowieka współczesnego, w tym flety kościane sprzed 35 tys. lat.
Z epoki neolitu, około roku 5000 p.n.e., pod Eggingen i Lehr, na placu Münsterplatz, centralnym rynku miasta znaleziono przedmioty z epoki pucharów lejkowatych.
Pierwsza wzmianka o osiedlu Ulm pochodzi z 22 lipca 854. Ludwik Niemiecki opieczętował dokument w mieście Hulma. Prawa miejskie uzyskało ok. 1165 za rządów cesarza Fryderyka Barbarossy, w 1184 zyskało status wolnego miasta Rzeszy. Od 1376 Ulm przewodziło Szwabskiemu Związkowi Miast (Schwäbischer Städtebund). Rok później, 30 czerwca 1377, rozpoczęła się budowa Ulmer Münster, ponieważ stary kościół znajdował się poza obwarowaniami i w razie oblężenia mieszkańcy byli od niego odizolowani. W tym czasie miasto liczyło ok. 9000 mieszkańców. Po tzw. pierwszej wojnie miejskiej w 1388 roku Szwabski Związek Miast uległ rozpadowi, a Ulm utraciło wpływ na pozostałe skupione w nim miasta.

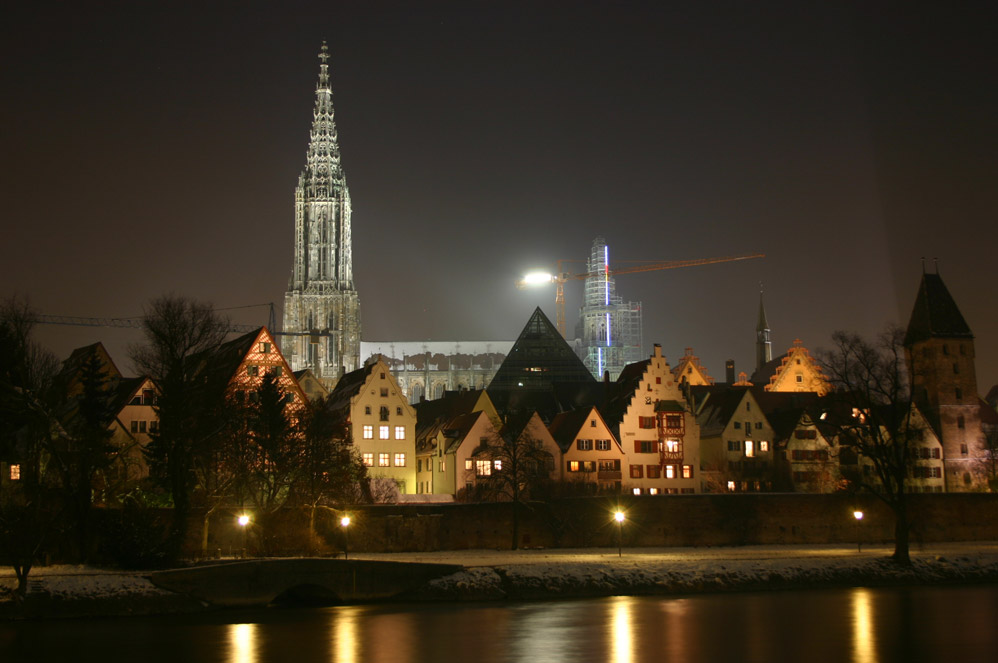
Ulm nocą, z przodu Dzielnica Rybacka, w tle Ulmer Münster

26 marca 1397 ogłoszona została przysięga (Schwörbrief), która po dziś dzień pełni rolę konstytucji miasta, reguluje podział władzy i kompetencje burmistrza. Cechy uzyskały 30 miejsc, a patrycjat tylko 10 miejsc w radzie miasta, co więcej, tym ostatnim odebrano aktywne prawo wyborcze, ale burmistrz musiał zdawać sprawozdanie finansowe, co w ówczesnych czasach było bardzo postępowym krokiem. Upamiętniający to zdarzenie poniedziałek, tzw. Schwörmontag (przedostatni poniedziałek lipca) jest w Ulm dniem wolnym od pracy, a prezydent miasta rokrocznie publicznie przysięga, że będzie m.in. takim samym dla biednych i bogatych.
Na początek XV wieku przypadł rozkwit miasta. W Rzeszy miasto ustępowało wielkością tylko Norymberdze. Ulm było ważnym ośrodkiem handlu żelazem, drewnem, winem, ale przede wszystkim barchanem. Epoka wielkich odkryć geograficznych sprawiła, że centra handlu przesunęły się bardziej na zachód, a po opowiedzeniu się za protestantyzmem wskutek tzw. wojny chłopskiej splądrowaniu uległy liczne podlegające miastu majątki, wobec czego ostatecznie Ulm przeszło pod władzę cesarza katolickiego. Koleje losu (epidemie, wojny, okupanci) sprawiły, że miasto zbankrutowało i straciło kolejne posiadłości.

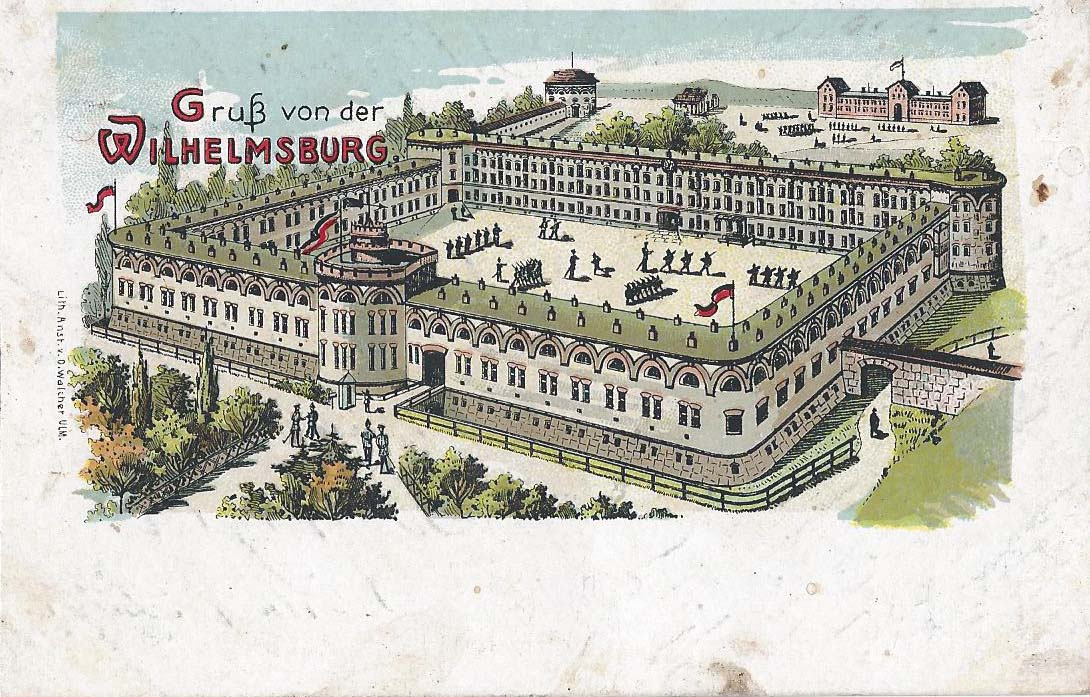
Twierdza Wilhelmsburg

W 1802 zostało wcielone do Bawarii, a w 1810 do Wirtembergii.
W dniach od 8 do 15 października 1805 oddziały francuskiej Wielkiej Armii pod dowództwem Napoleona stoczyły zwycięską bitwę z wojskami austriackimi, którym przewodził generał Karl Mack von Leiberich.
Ziemie po drugiej stronie Dunaju pozostały bawarskie, co doprowadziło do narodzin Neu-Ulm.
Wkrótce, w 1819 roku stało się siedzibą powiatu Donau, obejmującego teren kilkunastu obecnych powiatów. Otwarcie linii ze Stuttgartu do Friedrichshafen w 1850 tchnęło w 12-tysięczne miasto nowe życie. W 1854 wybudowano most przez Dunaj. Ruszyła budowa twierdzy, liczącej 41 fortów (największa zachowana w Europie), zabrano się także za dokończenie budowy Ulmer Münster. Przez 4 lata, do 1889 roku (ukończenie budowy wieży Eiffla) była najwyższym budynkiem na świecie, ciągle jednak może się poszczycić najwyższą wieżą kościelną na świecie (161,5 metra).
W 1913 roku miasto liczyło już 60 tys. mieszkańców, z czego 10 tys. żołnierzy. Duże znaczenie miał również przemysł: to tu powstały pierwsze fabryki Magirusa (sprzęt strażacki), Wielanda (odlewnie) i Kässbohrera (przemysł samochodowy). Okres międzywojenny mijał bez większych niepokojów, aż do władzy doszli naziści. W jednym z fortów znajdował się w latach 1933–1935 obóz koncentracyjny dla opozycjonistów politycznych, w którym więziono m.in. Kurta Schumachera. Synagoga została zburzona podczas tzw. nocy kryształowej. Także w 1938 roku Ulm zyskało status miasta na prawach powiatu, ale pozostało też siedzibą powiatu Ulm. W 1939 miasto liczyło (bez garnizonu) 68 585 mieszkańców.

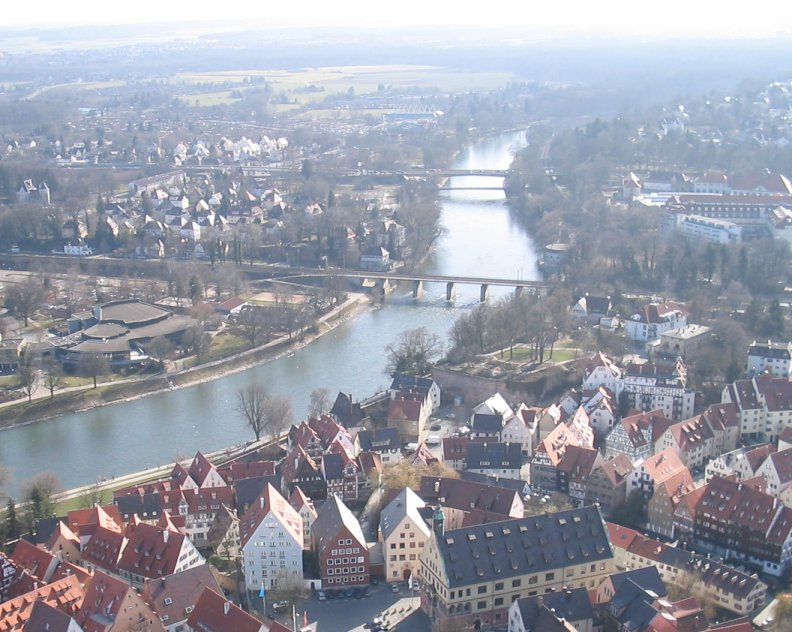
Dunaj rozdzielający Neu-Ulm (po lewej) i Ulm (fragment Fischerviertel)

Stare miasto zostało doszczętnie zniszczone (w 73%, stare miasto w 80%) podczas nalotu lotnictwa alianckiego 17 grudnia 1944 roku. Zginęło 2006 osób. Dzięki sprawnej obronie przeciwlotniczej i wcześniejszemu demontażowi części wyposażenia Ulmer Münster, jako jedna z niewielu budowli, nie doznała większych zniszczeń.
Lata po nastaniu pokoju przebiegały pod znakiem odbudowy. Ulm należało do amerykańskiej strefy okupacyjnej. W 1951 powstała pierwsza powojenna dzielnica przemysłowa, dwa lata później światowej sławy Hochschule für Gestaltung Ulm (Wyższa Szkoła Wzornictwa), działająca do 1968 roku. 25 lutego 1967 rozpoczął działalność Universität Ulm, a w 1982 klinika uniwersytecka.
W marcu 1980 przekroczyło próg 100 000 mieszkańców

## Zabytki i kultura

### Zabytki
Ulm słynie z kościoła Ulmer Münster, którego iglica mierząca 161,53 metry jest najwyższa na świecie. Ponadto godna uwagi jest długa tradycja obywatelska Ulm, z najstarszą konstytucją, którą nadano niemieckiemu miastu, oraz Teatr Miejski (Stadttheater), który rozpoczął działalność już w roku 1641.

### Teatr
W Ulm istnieje kilka niezależnych teatrów. Największy z nich, Teatr Miejski (Stadttheater) posiadający 815 miejsc siedzących, został założony w 1641 roku i jest najstarszym teatrem miejskim w Niemczech. Budynek, w którym dziś mieści się teatr znajduje się przy placu Herberta von Karajana 1 i mieści się w nim także teatr muzyczny oraz balet. Teatr współpracuje również z filharmonią miejską, której częstokroć udostępnia powierzchnię na koncerty symfoniczne. Istnienie kolejnego teatru, Teatru Kieszonkowego (Theater in der Westentasche), stoi pod znakiem zapytania, ponieważ miasto Ulm było zmuszone do znacznego obcięcia dotacji na jego rzecz. Teatr Ulüm jest jedynym profesjonalnym, tureckojęzycznym teatrem w południowych Niemczech. Posiada on stałą siedzibę w Bastionie nad Dunajem, oraz oferuje regularne przedstawienia. Pierwszy teatr kukiełkowy w Ulm został założony w 2001 roku i funkcjonuje jako profesjonalny teatr dziecięcy. Mieści w przybliżeniu 50 osób i daje regularne przedstawienia, pięć razy w tygodniu.
Ponadto do ważniejszych zabytków i osobliwości należą:
- rynek z fontanną delfina (Delphinbrunnen)
- ratusz
- kaplica św. Walentego (St. Valentin)
- wieża rzeźników
- kościół św. Trójcy (Dreifaltigkeit)
- Neuer Bau – dawny skład miejski z XVII wieku
- Schwörhaus (Dom Przysięgi) – miejsce składania każdorazowej przysięgi przez nowych burmistrzów, na okoliczność równorzędnego traktowania obywateli, niezależnie od ich sytuacji majątkowej[4]
- Furttenbachgarten – zabytkowy ogród z XVII wieku autorstwa Josepha Furttenbacha,
- Reichenau Hof – rezydencja patrycjuszowska
- Dzielnica Rybacka z malowniczymi kanałami i krzywym domem(inne języki)
- fort Wilhelmsburg – punkt widokowy
- Wiblingen – dzielnica miasta z dawnym opactwem benedyktyńskim, obecnie siedzibą Uniwersytetu w Ulm

## Sport
- SSV Ulm 1846 – klub piłkarski
- Ratiopharm Ulm(inne języki) – klub koszykarski

## Współpraca
Miejscowości partnerskie:
- Rumunia: Arad, Kluż-Napoka, Sybin, Timișoara, Tulcza
- Francja: Argenton-sur-Creuse (kontakty utrzymuje dzielnica Wiblingen)
- Węgry: Baja, Budapeszt
- Słowacja: Bratysława
- Nikaragua: Jinotega
- Serbia: Kladovo, Nowy Sad, Subotica
- Austria: Linz
- Bułgaria: Silistra, Widyń
- Chorwacja: Vukovar

## Osoby

### urodzeni w Ulm
- Jörg Syrlin Starszy, ur. 1425, zm. 1491, snycerz
- Conrad Dietrich Magirus, ur. 1824, zm. 1895 w Ulm, pionier współczesnego pożarnictwa
- Albert Einstein, ur. 14 marca 1879, zm. 18 kwietnia 1955 w Princeton (USA), fizyk, laureat Nagrody Nobla
- Otto Kässbohrer, ur. 26 stycznia 1904, zm. 20 czerwca 1989 w Ulm, przemysłowiec, twórca znanej marki (Setra)
- Uli Hoeness, ur. 5 stycznia 1952, piłkarz
- Claudia Roth, ur. 15 maja 1955, polityk, przewodnicząca Zielonych
- Andreas Eschbach, ur. 15 września 1959, pisarz science fiction

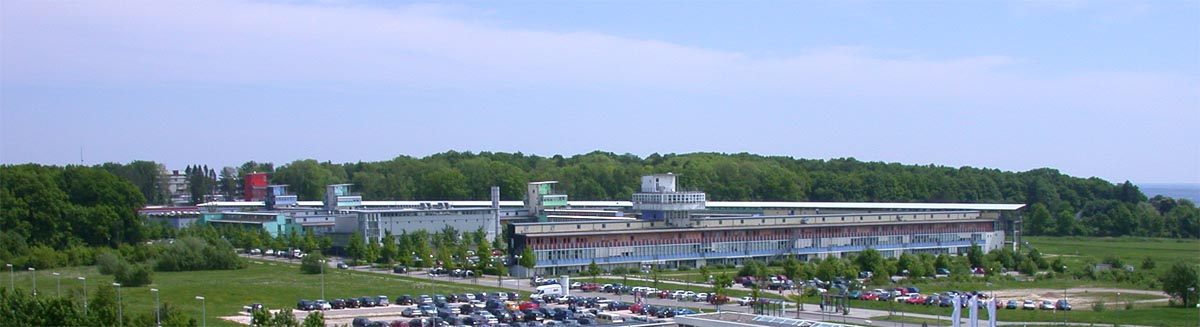
Uniwersytet w Ulm

### związane z miastem
- Johannes Kepler, ur. 27 grudnia 1571 w Weil der Stadt, zm. 15 listopada 1630 w Ratyzbonie wydrukował w Ulm Tablice rudolfińskie w 1627 roku

- Herbert von Karajan, ur. 5 kwietnia 1908 w Salzburgu, zm. 16 lipca 1989 w Anif pod Salzburgiem, rozpoczął karierę dyrygencką w Teatrze Miejskim w Ulm
- Rozpoczął tu swoją karierę zespół acid jazzowy Tab Two
- Johann Gambolputty de von Ausfern Schplenden Schlitter Crass Cren Bon Fried Digger Dingle Dangle Dongle Dungle Burstein von Knacker Thrasher Apple Banger Horowitz Ticolensic Grander Knotty Spelltinkle Grandlich Grumblemeyer Spelter Wasser Kurstlich Himble Eisenbahnwagen Gutenabend Bitte einen Nürnburger Bratwürstel Gespurten mit Weimache Luber Hundsfut Gumeraber Schönendanker Kalbsfleisch Mittleraucher von Hautkopft, fikcyjny kompozytor z Latającego Cyrku Monty Pythona